# Pete Sampras
Petros Sampras (sinh 12 tháng 8 năm 1971), hay thường được gọi là Pete Sampras là cựu tay vợt số 1 thế giới người Mỹ. Trong suốt 15 năm sự nghiệp, anh lập kỉ lục 14 vô địch đơn nam Grand Slam trong 52 lần góp mặt. Tuy nhiên, kỉ lục này đã bị Roger Federer, người đã sở hữu 20 danh hiệu đơn nam Grand Slam, vượt qua tại giải Wimbledon 2009. Sampras kết thúc ở vị trí thứ nhất trên bảng xếp hạng ATP trong sáu năm liên tiếp, một kỉ lục cho thời kì mở và thứ ba nếu tính mọi thời đại. Sampras bảy lần vô địch giải Wimbledon, bằng với William Renshaw và Novak Djokovic, chỉ xếp sau Roger Federer với 8 lần vô địch. Anh cũng là người năm lần vô địch giải Mỹ Mở rộng, một kỉ lục ở thời kì mở chia sẻ với Jimmy Connors và Roger Federer. Bud Collins bầu Sampras là một trong năm vận động viên quần vợt xuất sắc nhất mọi thời đại và Tạp chí TENNIS bầu anh là tay vợt xuất sắc nhất từ 1965 đến 2005. Vào ngày 17 tháng 7 năm 2007, Sampras được ghi danh tại Đại sảnh danh vọng quần vợt quốc tế.
Anh cũng là tay vợt nam có số tiền thưởng giành được đứng thứ 2 trong lịch sử chỉ sau Roger Federer với tổng số tiền thưởng lên tới 43,280,489 USD.

## Thành tích

### Grand Slam (18)

#### Vô địch (14)
| Năm  | Giải             | Đối thủ trận chung kết | Tỷ số trận chung kết    |
| 1990 | Mỹ Mở rộng (1st) | Andre Agassi           | 6-4, 6-3, 6-2           |
| 1993 | Wimbledon (1st)  | Jim Courier            | 7-6, 7-6, 3-6, 6-3      |
| 1993 | Mỹ Mở rộng (2nd) | Cédric Pioline         | 6-4, 6-4, 6-3           |
| 1994 | Úc Mở rộng (1st) | Todd Martin            | 7-6, 6-4, 6-4           |
| 1994 | Wimbledon (2nd)  | Goran Ivanišević       | 7-6, 7-6, 6-0           |
| 1995 | Wimbledon (3rd)  | Boris Becker           | 6-7, 6-2, 6-4, 6-2      |
| 1995 | Mỹ Mở rộng (3rd) | Andre Agassi           | 6-4, 6-3, 4-6, 7-5      |
| 1996 | Mỹ Mở rộng (4th) | Michael Chang          | 6-1, 6-4, 7-6           |
| 1997 | Úc Mở rộng (2nd) | Carlos Moyá            | 6-2, 6-3, 6-3           |
| 1997 | Wimbledon (4th)  | Cédric Pioline         | 6-4, 6-2, 6-4           |
| 1998 | Wimbledon (5th)  | Goran Ivanišević       | 6-7, 7-6, 6-4, 3-6, 6-2 |
| 1999 | Wimbledon (6th)  | Andre Agassi           | 6-3, 6-4, 7-5           |
| 2000 | Wimbledon (7th)  | Patrick Rafter         | 6-7, 7-6, 6-4, 6-2      |
| 2002 | Mỹ Mở rộng (5th) | Andre Agassi           | 6-3, 6-4, 5-7, 6-4      |

#### Á quân (4)
| Năm  | Giải           | Đối thủ chung kết | Tỷ số chung kết    |
| 1992 | Mỹ Mở rộng (1) | Stefan Edberg     | 3-6, 6-4, 7-6, 6-2 |
| 1995 | Úc Mở rộng (1) | Andre Agassi      | 4-6, 6-1, 7-6, 6-4 |
| 2000 | Mỹ Mở rộng (2) | Marat Safin       | 6-4, 6-3, 6-3      |
| 2001 | Mỹ Mở rộng (3) | Lleyton Hewitt    | 7-6, 6-1, 6-1      |

### Cúp Masters (6)

#### Vô địch (5)
| Năm  | Địa điểm  | Đối thủ            | Tỷ số                             |
| ---- | --------- | ------------------ | --------------------------------- |
| 1991 | Frankfurt | Jim Courier        | 6–1, 7–6(4), 2–6, 7–6(2)          |
| 1994 | Frankfurt | Boris Becker       | 4–6, 6–3, 7–5, 6–4                |
| 1996 | Hanover   | Boris Becker       | 3–6, 7–6(5), 7–6(4), 6–7(11), 6–4 |
| 1997 | Hanover   | Yevgeny Kafelnikov | 6–3, 6–2, 6–2                     |
| 1999 | Hanover   | Andre Agassi       | 6–1, 7–5, 6–4                     |

#### Á quân (1)
| Năm  | Địa điểm  | Đối thủ       | Tỷ số                    |
| ---- | --------- | ------------- | ------------------------ |
| 1993 | Frankfurt | Michael Stich | 7–6(3), 2–6, 7–6(7), 6–2 |

### Masters Series(19)

#### Vô địch (11)
| Năm  | Giải               | Đối thủ chung kết  | Tỷ số chung kết         |
| 1992 | Cincinnati         | Ivan Lendl         | 6-3, 3-6, 6-3           |
| 1993 | Miami              | MaliVai Washington | 6-3, 6-2                |
| 1994 | Indian Wells       | Petr Korda         | 4-6, 6-3, 3-6, 6-3, 6-2 |
| 1994 | Miami (2nd)        | Andre Agassi       | 5-7, 6-3, 6-3           |
| 1994 | Rome               | Boris Becker       | 6-1, 6-2, 6-2           |
| 1995 | Indian Wells (2nd) | Andre Agassi       | 7-5, 6-3, 7-5           |
| 1995 | Paris              | Boris Becker       | 7-6, 6-4, 6-4           |
| 1997 | Cincinnati (2nd)   | Thomas Muster      | 6-3, 6-4                |
| 1997 | Paris (2nd)        | Jonas Björkman     | 6-3, 4-6, 6-3, 6-1      |
| 1999 | Cincinnati (3rd)   | Patrick Rafter     | 7-6, 6-3                |
| 2000 | Miami (3rd)        | Gustavo Kuerten    | 6-1, 6-7, 7-6, 7-6      |

#### Á quân (8)
| Năm  | Giải             | Đối thủ chung kết | Tỷ số chung kết         |
| 1991 | Cincinnati       | Guy Forget        | 2-6, 7-6, 6-4           |
| 1991 | Paris            | Guy Forget        | 7-6, 4-6, 5-7, 6-4, 6-4 |
| 1995 | Miami            | Andre Agassi      | 3-6, 6-2, 7-6           |
| 1995 | Canada           | Andre Agassi      | 3-6, 6-2, 7-6           |
| 1996 | Stuttgart        | Boris Becker      | 3-6, 6-3, 3-6, 6-3, 6-4 |
| 1998 | Cincinnati (2nd) | Patrick Rafter    | 1-6, 7-6, 6-4           |
| 1998 | Paris (2nd)      | Greg Rusedski     | 6-4, 7-6, 6-3           |
| 2001 | Indian Wells     | Andre Agassi      | 7-6, 7-5, 6-1           |

### Toàn bộ: 88 (64 - 24)

#### Vô địch(64)
| Nhóm giải                 |
| Grand Slam (14-4)         |
| Tennis Master Cup(5-1)    |
| ATP Masters Series (11-8) |
| ATP Tour (34-9)           |

| Mặt sân      |
| Cứng (36-12) |
| Nện (3-2)    |
| Cỏ (10-3)    |
| Thảm (15-7)  |

| Kiểu sân          |
| Ngoài trời(41-16) |
| Trong nhà(23-8)   |

| TT. | Ngày                 | Giải đấu                           | Mặt sân  | Đối thủ            | Tỷ số                             |
| 1.  | 25 tháng 2 năm 1990  | Philadelphia, Hoa Kỳ               | Thảm (i) | Andrés Gómez       | 7–6(4), 7–5, 6-2                  |
| 2.  | 18 tháng 6 năm 1990  | Manchester, Anh                    | Cỏ       | Gilad Bloom        | 7–6(9), 7–6(3)                    |
| 3.  | 27 tháng 8 năm 1990  | Mỹ Mở rộng, Hoa Kỳ                 | Cứng     | Andre Agassi       | 6–4, 6–3, 6–2                     |
| 4.  | 10 tháng 12 năm 1990 | Cúp Grand Slam, Munich, Đức        | Thảm(i)  | Brad Gilbert       | 6–3, 6–4, 6–2                     |
| 5.  | 29 tháng 7 năm 1991  | Los Angeles, Hoa Kỳ                | Cứng     | Brad Gilbert       | 6–2, 6–7(5), 6–3                  |
| 6.  | 12 tháng 8 năm 1991  | Indianapolis, Hoa Kỳ               | Cứng     | Boris Becker       | 7–6(2), 3–6, 6–3                  |
| 7.  | 14 tháng 10 năm 1991 | Lyon, Đức                          | Thảm(i)  | Olivier Delaître   | 6–1, 6–1                          |
| 8.  | 11 tháng 11 năm 1991 | Tennis Masters Cup, Frankfurt, Đức | Thảm (i) | Jim Courier        | 3–6, 7–6(5), 6–3, 6–4             |
| 9.  | 17 tháng 2 năm 1992  | Philadelphia, Hoa Kỳ               | Thảm (i) | Amos Mansdorf      | 6–1, 7–6(4), 2–6, 7–6(2)          |
| 10. | 20 tháng 7 năm 1992  | Kitzbühel, Áo                      | Nện      | Alberto Mancini    | 6–3, 7–5, 6–3                     |
| 11. | 10 tháng 8 năm 1992  | Cincinnati, Hoa Kỳ                 | Cứng     | Ivan Lendl         | 6–3, 3–6, 6–3                     |
| 12. | 17 tháng 8 năm 1992  | Indianapolis, Hoa Kỳ               | Cứng     | Jim Courier        | 6–4, 6–4                          |
| 13. | 19 tháng 10 năm 1992 | Lyon, Pháp                         | Thảm (i) | Cédric Pioline     | 6–4, 6–2                          |
| 14. | 11 tháng 1 năm 1993  | Sydney, Úc                         | Cứng     | Thomas Muster      | 7–6(7), 6–1                       |
| 15. | 27 tháng 3 năm 1993  | Key Biscayne, Hoa Kỳ               | Cứng     | MaliVai Washington | 6–3, 6–2                          |
| 16. | 5 tháng 4 năm 1993   | Tōkyō, Nhật Bản                    | Cứng     | Brad Gilbert       | 6–2, 6–2, 6–2                     |
| 17. | 12 tháng 4 năm 1993  | Hong Kong, Trung Quốc              | Cứng     | Jim Courier        | 6–3, 6–7(1), 7–6(2)               |
| 18. | 21 tháng 6 năm 1993  | Wimbledon, Anh                     | Cỏ       | Jim Courier        | 7–6(3), 7–6(6), 3–6, 6–3          |
| 19. | 30 tháng 8 năm 1993  | Mỹ Mở rộng, Hoa Kỳ                 | Cứng     | Cédric Pioline     | 6–4, 6–4, 6–3                     |
| 20. | 18 tháng 10 năm 1993 | Lyon, Pháp                         | Thảm(i)  | Cédric Pioline     | 7–6(5), 1–6, 7–5                  |
| 21. | 8 tháng 11 năm 1993  | Antwerp, Bỉ                        | Thảm (i) | Magnus Gustafsson  | 6–1, 6–4                          |
| 22. | 10 tháng 1 năm 1994  | Sydney, Úc                         | Cứng     | Ivan Lendl         | 7–6(5), 6–4                       |
| 23. | 17 tháng 1 năm 1994  | Úc Mở rộng, Úc                     | Cứng     | Todd Martin        | 7–6(4), 6–4, 6–4                  |
| 24. | 28 tháng 2 năm 1994  | Indian Wells, Hoa Kỳ               | Cứng     | Petr Korda         | 4–6, 6–3, 3–6, 6–3, 6–2           |
| 25. | 7 tháng 3 năm 1994   | Key Biscayne, Hoa Kỳ               | Cứng     | Andre Agassi       | 5–7, 6–3, 6–3                     |
| 26. | 28 tháng 3 năm 1994  | Osaka, Japan                       | Cứng     | Lionel Roux        | 6–2, 6–2                          |
| 27. | 4 tháng 4 năm 1994   | Tokyo, Nhật Bản                    | Cứng     | Michael Chang      | 6–4, 6–2                          |
| 28. | 9 tháng 5 năm 1994   | Rome, Italy                        | Nện      | Boris Becker       | 6–1, 6–2, 6–2                     |
| 29. | 20 tháng 6 năm 1994  | Wimbledon,Anh                      | Cỏ       | Goran Ivanišević   | 7–6(2), 7–6(5), 6–0               |
| 30. | 7 tháng 11 năm 1994  | Antwerp, Bỉ                        | Thảm (i) | Magnus Larsson     | 7–6(5), 6–4                       |
| 31. | 14 tháng 11 năm 1994 | Tennis Masters Cup, Frankfurt, Đức | Thảm(i)  | Boris Becker       | 4–6, 6–3, 7–5, 6–4                |
| 32. | 6 tháng 3 năm 1995   | Indian Wells, Hoa Kỳ               | Cứng     | Andre Agassi       | 7–5, 6–3, 7–5                     |
| 33. | 12 tháng 6 năm 1995  | London (Queen's Club), Anh         | Cỏ       | Guy Forget         | 7–6(3), 7–6(6)                    |
| 34. | 26 tháng 6 năm 1995  | Wimbledon,Anh                      | Cỏ       | Boris Becker       | 6–7(5), 6–2, 6–4, 6–2             |
| 35. | 28 tháng 8 năm 1995  | Mỹ Mở rộng, Hoa Kỳ                 | Cứng     | Andre Agassi       | 6–4, 6–3, 4–6, 7–5                |
| 36. | 30 tháng 10 năm 1995 | Paris, Pháp                        | Thảm(i)  | Boris Becker       | 7–6(5), 6–4, 6–4                  |
| 37. | 12 tháng 2 năm 1996  | San José, Hoa Kỳ                   | Cứng (i) | Andre Agassi       | 6–2, 6–3                          |
| 38. | 19 tháng 2 năm 1996  | Memphis, Hoa Kỳ                    | Cứng(i)  | Todd Martin        | 6–4, 7–6(2)                       |
| 39. | 8 tháng 4 năm 1996   | Hong Kong, Trung Quốc              | Cứng     | Michael Chang      | 6–4, 3–6, 6–4                     |
| 40. | 15 tháng 4 năm 1996  | Tokyo, Nhật Bản                    | Cứng     | Richey Reneberg    | 6–4, 7–5                          |
| 41. | 12 tháng 8 năm 1996  | Indianapolis, Hoa Kỳ               | Cứng     | Goran Ivanišević   | 7–6(3), 7–5                       |
| 42. | 26 tháng 8 năm 1996  | Mỹ Mở rộng, Hoa Kỳ                 | Cứng     | Michael Chang      | 6–1, 6–4, 7–6(3)                  |
| 43. | 23 tháng 9 năm 1996  | Basel, Thụy Sĩ                     | Cứng (i) | Hendrik Dreekmann  | 7–5, 6–2, 6–0                     |
| 44. | 18 tháng 11 năm 1996 | Tennis Master Cup, Hanover, Đức    | Thảm (i) | Boris Becker       | 3–6, 7–6(5), 7–6(4), 6–7(11), 6–4 |
| 45. | 13 tháng 11 năm 1997 | Úc Mở rộng, Melbourne              | Cứng     | Carlos Moyá        | 6–2, 6–3, 6–3                     |
| 46. | 20 tháng 2 năm 1997  | San Jose, Hoa Kỳ                   | Cứng(i)  | Greg Rusedski      | 3–6, 5–0 bỏ cuộc.                 |
| 47. | 24 tháng 2 năm 1997  | Philadelphia, Hoa Kỳ               | Cứng(i)  | Patrick Rafter     | 5–7, 7–6(4), 6–3                  |
| 48. | 23 tháng 6 năm 1997  | Wimbledon, Anh                     | Cỏ       | Cédric Pioline     | 6–4, 6–2, 6–4                     |
| 49. | 4 tháng 8 năm 1997   | Cincinnati, Hoa Kỳ                 | Cứng     | Thomas Muster      | 6–4, 6–4, 6–3                     |
| 50. | 22 tháng 9 năm 1997  | Grand Slam Cup, Munich, Đức        | Thảm(i)  | Patrick Rafter     | 6–2, 6–4, 7–5                     |
| 51. | 27 tháng 10 năm 1997 | Paris, Pháp                        | Thảm (i) | Jonas Björkman     | 6–3, 4–6, 6–3, 6–1                |
| 52. | 10 tháng 11 năm 1997 | Tennis Masters Cup, Hanover, Đức   | Cứng(i)  | Yevgeny Kafelnikov | 6–3, 6–2, 6–2                     |
| 53. | 23 tháng 2 năm 1998  | Philadelphia, Hoa Kỳ               | Cứng (i) | Thomas Enqvist     | 7–5, 7–6(3)                       |
| 54. | 27 tháng 4 năm 1998  | Atlanta, USA                       | Nện      | Jason Stoltenberg  | 6–7(2), 6–3, 7–6(4)               |
| 55. | 22 tháng 6 năm 1998  | Wimbledon, Anh                     | Cỏ       | Goran Ivanišević   | 6–7(2), 7–6(9), 6–4, 3–6, 6–2     |
| 56. | 12 tháng 10 năm 1998 | Vienna, Áo                         | Thảm (i) | Karol Kučera       | 6–3, 7–6(3), 6–1                  |
| 57. | 7 tháng 6 năm 1999   | Luân Đôn (Queen's Club), Anh       | Cỏ       | Tim Henman         | 6–7(1), 6–4, 7–6(4)               |
| 58. | 21 tháng 6 năm 1999  | Wimbledon, Anh                     | Cỏ       | Andre Agassi       | 6–3, 6–4, 7–5                     |
| 59. | 26 tháng 7 năm 1999  | Los Angeles, Hoa Kỳ                | Cứng     | Andre Agassi       | 7–6(3), 7–6(1)                    |
| 60. | 9 tháng 8 năm 1999   | Cincinnati, Hoa Kỳ                 | Cứng     | Patrick Rafter     | 7–6(7), 6–3                       |
| 61. | 22 tháng 11 năm 1999 | Tennis Master Cup, Hanover, Đức    | Cứng (i) | Andre Agassi       | 6–1, 7–5, 6–4                     |
| 62. | 20 tháng 3 năm 2000  | Key Biscayne, Hoa Kỳ               | Cứng     | Gustavo Kuerten    | 6–1, 6–7(2), 7–6(5), 7–6(8)       |
| 63. | 26 tháng 6 năm 2000  | Wimbledon, Anh                     | Cỏ       | Patrick Rafter     | 6–7(10), 7–6(5), 6–4, 6–2         |
| 64. | 9 tháng 9 năm 2002   | Mỹ Mở rộng, New York, Hoa Kỳ       | Cứng     | Andre Agassi       | 6–3, 6–4, 5–7, 6–4                |

#### Á quân (24)
| TT. | Ngày                 | Giải đấu                           | Mặt sân  | Đối thủ          | Tỷ số                      |
| 1.  | 18 tháng 2 năm 1991  | Philadelphia, Hoa Kỳ               | Thảm (i) | Ivan Lendl       | 5–7, 6–4, 6–4, 3–6, 6–3    |
| 2.  | 24 tháng 6 năm 1991  | Manchester, Anh                    | Cỏ       | Goran Ivanišević | 6–4, 6–4                   |
| 3.  | 12 tháng 8 năm 1991  | Cincinnati, Hoa Kỳ                 | Cứng     | Guy Forget       | 2–6, 7–6(4), 6–4           |
| 4.  | 4 tháng 11 năm 1991  | Paris, Pháp                        | Thảm (i) | Guy Forget       | 7–6(9), 4–6, 5–7, 6–4, 6–4 |
| 5.  | 4 tháng 5 năm 1992   | Atlanta, Hoa Kỳ                    | Nện      | Andre Agassi     | 7–5, 6–4                   |
| 6.  | 14 tháng 11 năm 1992 | Mỹ Mở rộng, New York, Hoa Kỳ       | Cứng     | Stefan Edberg    | 3–6, 6–4, 7–6(5), 6–2      |
| 7.  | 22 tháng 11 năm 1993 | Tennis Masters Cup, Frankfurt, Đức | Thảm (i) | Michael Stich    | 7–6(3), 2–6, 7–6(7), 6–2   |
| 8.  | 13 tháng 6 năm 1994  | London (Queen's Club), Anh         | Cỏ       | Todd Martin      | 7–6(4), 7–6(4)             |
| 9.  | 12 tháng 12 năm 1994 | Grand Slam Cup, Munich, Đức        | Thảm (i) | Magnus Larsson   | 7–6(6), 4–6, 7–6(5), 6–4   |
| 10. | 30 tháng 1 năm 1995  | Úc Mở rộng, Melbourne, Úc          | Cứng     | Andre Agassi     | 4–6, 6–1, 7–6(6), 6–4      |
| 11. | 27 tháng 3 năm 1995  | Key Biscayne, Hoa Kỳ               | Cứng     | Andre Agassi     | 3–6, 6–2, 7–6(4)           |
| 12. | 31 tháng 7 năm 1995  | Montreal, Canada                   | Cứng     | Andre Agassi     | 3–6, 6–2, 6–3              |
| 13. | 23 tháng 10 năm 1995 | Lyon, Pháp                         | Thảm (i) | Wayne Ferreira   | 7–6(3), 5–7, 6–3           |
| 14. | 28 tháng 10 năm 1996 | Stuttgart, Đức                     | Thảm (i) | Boris Becker     | 3–6, 6–3, 3–6, 6–3, 6–4    |
| 15. | 16 tháng 2 năm 1998  | San José, Hoa Kỳ                   | Cứng (i) | Andre Agassi     | 6–2, 6–4                   |
| 16. | 17 tháng 8 năm 1998  | Cincinnati, Hoa Kỳ                 | Cứng     | Patrick Rafter   | 1–6, 7–6(2), 6–4           |
| 17. | 9 tháng 11 năm 1998  | Paris, Pháp                        | Thảm (i) | Greg Rusedski    | 6–4, 7–6(4), 6–3           |
| 18. | 19 tháng 6 năm 2000  | Luân Đôn (Queen's Club), Anh       | Cỏ       | Lleyton Hewitt   | 6–4, 6–4                   |
| 19. | 11 tháng 9 năm 2000  | Mỹ Mở rộng, New York, Hoa Kỳ       | Cứng     | Marat Safin      | 6–4, 6–3, 6–3              |
| 20. | 19 tháng 3 năm 2001  | Indian Wells, Hoa Kỳ               | Cứng     | Andre Agassi     | 7–6(5), 7–5, 6–1           |
| 21. | 30 tháng 7 năm 2001  | Los Angeles, Hoa Kỳ                | Cứng     | Andre Agassi     | 6–4, 6–2                   |
| 22. | 27 tháng 8 năm 2001  | Long Island, Hoa Kỳ                | Cứng     | Tommy Haas       | 6–3, 3–6, 6–2              |
| 23. | 10 tháng 9 năm 2001  | Mỹ Mở rộng, New York, Hoa Kỳ       | Cứng     | Lleyton Hewitt   | 7–6(4), 6–1, 6–1           |
| 24. | 29 tháng 4 năm 2002  | Houston, Hoa Kỳ                    | Nện      | Andy Roddick     | 7–6(9), 6–3                |

## Tiền thưởng giành được trong sự nghiệp
| Năm    | Majors | ATP wins | Total wins | Earnings ($)                                                    | Money list rank                                         |
| ------ | ------ | -------- | ---------- | --------------------------------------------------------------- | ------------------------------------------------------- |
| 1997   | 2      | 6        | 8          | 6.498.311 Lưu trữ ngày 18 tháng 12 năm 2012 tại Wayback Machine | 1 Lưu trữ ngày 18 tháng 12 năm 2012 tại Wayback Machine |
| 1998   | 1      | 3        | 4          | 3.931.497 Lưu trữ ngày 5 tháng 2 năm 2012 tại Wayback Machine   | 1 Lưu trữ ngày 5 tháng 2 năm 2012 tại Wayback Machine   |
| 1999   | 1      | 4        | 5          | 2.816.406 Lưu trữ ngày 16 tháng 7 năm 2011 tại Wayback Machine  | 2 Lưu trữ ngày 16 tháng 7 năm 2011 tại Wayback Machine  |
| 2000   | 1      | 1        | 2          | 2.254.598 Lưu trữ ngày 8 tháng 11 năm 2012 tại Wayback Machine  | 5 Lưu trữ ngày 8 tháng 11 năm 2012 tại Wayback Machine  |
| 2001   | 0      | 0        | 0          | 994.331 Lưu trữ ngày 1 tháng 7 năm 2009 tại Wayback Machine     | 11 Lưu trữ ngày 1 tháng 7 năm 2009 tại Wayback Machine  |
| 2002   | 1      | 0        | 1          | 1.222.999 Lưu trữ ngày 12 tháng 5 năm 2013 tại Wayback Machine  | 12 Lưu trữ ngày 12 tháng 5 năm 2013 tại Wayback Machine |
| Career | 14     | 50       | 64         | 43.280.489 Lưu trữ ngày 5 tháng 2 năm 2009 tại Archive-It       | 1 Lưu trữ ngày 5 tháng 2 năm 2009 tại Archive-It        |